# Иванова, Татьяна Павловна
Татья́на Па́вловна Ивано́ва (нем. Tatjana Iwanow; 14 мая 1925, Берлин, Германия — 6 октября 1979, Гамбург) — немецкая актриса
 и певица русского происхождения. Исполнительница русских и цыганских песен, русских романсов. В её творчестве отражена старая русская культура, сохранены вокальные и сценические приёмы дореволюционной «старой сцены».

## Биография
Татьяна Иванова родилась в западной части Берлина — Шарлоттенбурге, куда её родители перебрались вскоре после революции 1917 года в России. До этого вся семья проживала в Петербурге на Васильевском острове. Дочь русского белогвардейского офицера Павла Дмитриевича Иванова и оперной певицы Елены Ион (1890—1967), Татьяна воспитывалась в лучших традициях русской культуры. В доме говорили только по-русски, а любовь к русским и цыганским песням и романсам ей с детства передалась от отца.
В конце 50-х — начале 60-х годов Татьяна Иванова блистала на сценах многих театров Европы. Снялась в нескольких фильмах. По праву заслужила титул «Первая леди мюзикла». Среди знаменитейших ролей — заглавная партия в мюзикле «Хелло, Долли!», исполненная ею более 400 раз и снискавшая успех далеко за пределами Германии. Провела несколько лет в Австралии, где также с огромным успехом исполняла роли в мюзиклах. Вернувшись в Германию, продолжила карьеру в кино и на сценах различных театров. Вместе с Иваном Ребровым записала несколько грампластинок русских песен и романсов, многие из которых получили большую известность в Советском Союзе.
Татьяна Иванова была трижды замужем. От первого брака с актёром Вилфридом Зайфертом родился её сын Андреас, который также стал актёром. Во второй раз она вышла замуж в 1959 году за актёра Герта Фрёбе (1913—1988), известного своей одной из главных ролей — злодея в фильме «Голдфингер» о Джеймсе Бонде. Герт Фрёбе усыновил её сына Андреаса Зайферта. В 1975 году она вышла замуж в третий раз за кинопродюсера Вальтера Коппеля (1906—1982).
Скончалась Татьяна Иванова от рака груди в университетской клинике Эппендорф в Гамбурге. Урна с её прахом была захоронена в семейной могиле рядом с матерью, отцом, а также дедушкой Фридрихом Фёдоровичем Ионом (1861—1932) и бабушкой Анной Ивановной Ион (Гольм) (1867—1938) на русском православном кладбище Свято-Князь-Владимирского братства в западной части Берлина — Тегеле.

## Образование и театр
После средней школы Татьяна Иванова получила актерское образование в театральном училище Немецкого театра в Берлине. Одним из её преподавателей была немецкая актриса и диктор Агнес Виндек (Agnes Windeck). Обучение завершила в 1943 году, в разгар Второй мировой войны. Свой первый театральный ангажемент Татьяна получила в 1944 году в том же Немецком театре Берлина в амплуа «молодая героиня» и инженю. Её сценический дебют состоялся в роли Пердиты в пьесе Уильяма Шекспира «Зимняя сказка» и произошёл незадолго до закрытии всех немецких театров 1 сентября 1944 года в связи с ужесточением положения немецких войск на фронтах и переносом боевых действий на территорию Германии.
После окончания Второй мировой войны Татьяна продолжила свою актёрскую карьеру в Мюнхенском камерном театре (Münchner Kammerspiele) (сезон 1946/1947), Драматическом театре Франкфурта-на-Майне (Schauspielhaus Frankfurt) (сезон 1947/1948) и Городском театре Кобленца (Theater Koblenz) (1948—1950), где, помимо прочего, исполнила роль Розалинды в комедии Шекспира «Как вам это понравится», поставленной режиссёром Хайнцем Гильпертом (Heinz Hilpert). С этим спектаклем Иванова гастролировала в 1949 году в Театре на Безенбиндерхоф (Theater am Besenbinderhof) в Гамбурге, куда позднее и переехала.
С 1951 года Татьяна Иванова состояла в труппе Немецкого театра в Гёттингене (Deutsches Theater Göttingen). Её роли этого периода включают: Катарину в «Укрощении строптивой», Беатриче в «Много шума из ничего», Салли в комедии «Песнь голубя» (Das Lied der Taube) Йона ван Друтена, Белису в пьесе «Любовь дона Перлимплина» Федерика Гарсиа Лорки, а также Розалинду в «Как вам это понравится». В 1955 году она сыграла деву Марию в пьесе «Войцек» немецкого драматурга Георга Бюхнера.
Татьяна Иванова играла как приглашенная актриса в Театре Комедии (Fritz Rémond Theater) во Франкфурте-на-Майне. Её приглашали в Австралию на гастроли в Princess Theatre и Pilgrim Theatre в Мельбурне.
Обладательница яркого меццо-сопрано, Татьяна Иванова долгое время была исполнительницей главной роли в мюзикле «Хелло, Долли!», поставленном в 1966 году в Драматическом театре Дюссельдорфа. Если в оригинальной американской версии главная героиня Долли Леви, то в немецкой — Долли Васильева, текстуально адаптированная к восприятию как русская. В 1967 году ввиду большого успеха постановки была выпущена виниловая пластинка с песнями из этого спектакля.
В 1977 году актриса участвовала в театральном фестивале Gandersheimer Domfestspielen в Бад-Гандерсхайме и получила приз зрительских симпатий — «Roswitha-Ring».

## Кино и телевидение
В 1950-е годы Татьяна Иванова начала сниматься в фильмах, преимущественно в эпизодических ролях. В 1959 году в военной драме «Ночь над Готенхафеном», повествующей о трагедии лайнера «Вильгельм Густлофф» (режиссёр Франк Висбар), она сыграла роль горничной Меты. Затем она сыграла в криминальной комедии «Приключения Ника Кнатертона — Ограбление Глории Найлон» и в фильме о разгроме 6-й армии генерала Паулюса под Сталинградом «Собаки, вы хотите жить вечно?».
В 1967 году она снялась в DEFA в совместной германо-германской комедии «Язычники из Куммерова и их смешные проказы» в роли госпожи Дюкер.
В 1968 году Татьяна Иванова участвует в телешоу «Выиграет только один» в Висбадене как художница. В 1970 году она ведет телешоу канала ZDF — второго канала немецкого телевидения, «Обзор нот летом», в котором известные композиторы представляли свои последние произведения. По материалам этой программы была записана долгоиграющая пластинка, где певица исполнила песню «Бравый Романов» (Der tolle Romanoff).
В 1971 году для ZDF Татьяна Иванова снялась в двух фильмах-опереттах: в дуэтах с Гейнцем Эрхартом в роли уже не очень молодой и высоконравственной мадам Пальмиры Бобюссон в «Бале в опере» Рихарда Хойбергера и с Хорстом Ниндорфом в роли веселой русской графини Ольги в «Принцессе долларов» австрийского композитора Лео Фалля. Экранизация оперетты «Бал в опере» по-прежнему регулярно повторяется на ZDF. Позднее, Иванова играет роли салонных дам, в том числе роль графини Беаты фон Тройенфельз в экранизации романа немецкой писательницы Хедвиги Kypтс-Малер «Griseldis» (1974) и в дуэте с Эрикой Плуар роль Прюденс Дюверни, подруги главной героини в экранизации романа «Дама с камелиями» (1978) режиссёра Тома Тёлле. Она сотрудничала в нескольких телевизионных шоу — «Музыка, деленная на три» (ARD, 1969) и «Scala сегодня» (ZDF, 1971). В 1973 году была приглашена известным телеведущим Хайнцем Шенком на интервью в программу «У Синего Козла».
Первые официально изданные записи Татьяны Ивановой появились в России в 1991 году, когда были изданы два виниловых диска-гиганта. Позднее они были переизданные на CD.

### Фильмография
- 1959: «Ночь над Готенхафеном» — Мета
- 1959: «Приключения Ника Кнатертона — Ограбление Глории Найлон»
- 1959: «Собаки, вы хотите жить вечно?»
- 1967: «Язычники из Куммерова и их смешные проказы» — фрау Дюкер
- 1970: «Die Wesenacks» — Аста Грасхофн
- 1971: «Бал в опере» — Пальмира
- 1971: «Принцесса долларов» — Ольга
- 1974: «Griseldis» — графиня Беата фон Треуфельс
- 1978: «Дама с камелиями» — Пруденс

### Пластинки[13]
- 1967: Аnatol heisst er («Его имя Анатоль»)
- 1968: Ivan Rebroff. Slawische Seele (Compilation album shared with Tatjana Ivanow & Dunja Rajter)
- 1973: Ivan Rebroff. 25 Greatest Russian Melodies (Compilation with Tatiana Ivanov (2 duets))